# Ԛ̆
Ԛ̆ (minuskule ԛ̆) je již běžně nepoužívané písmeno cyrilice, v minulosti bylo používáno v abcházštině. V poslední variantě abchazské azbuky mu odpovídá spřežka Ҟь.
Písmeno bylo zavedeno komisí pro překlady jako náhrada za do té doby používanou spřežku Ԛј. V době, kdy byla abcházština zapisována gruzínským písmem, písmenu Ԛ̆ odpovídala spřežka ყჲ, v latinské abecedě N. J. Marra písmenu Ԛ̆ odpovídalo písmeno ⱪ̇. V abecedě N. F. Jakovleva písmenu Ԛ̆ odpovídala spřežka qı. Od znovuzavedení zápisu abcházštiny cyrilicí je místo písmena Ԛ̆ používána spřežka Ҟь.